# Campeonato Europeo de Voleibol Masculino de 1995
El XIX Campeonato Europeo de Voleibol Masculino se celebró en Grecia, entre el 8 y el 16 de septiembre de 1995 bajo la organización de la Confederación Europea de Voleibol (CEV). Los partidos se realizaron en las ciudades de El Pireo (Estadio de la Paz y la Amistad), y Patras (pabellón cubierto Dimitrios Tofalos).

## Sedes
| Grupo          | Ciudad   |
| -------------- | -------- |
| A y fase final | El Pireo |
| B              | Patras   |

| Grupo A          | Grupo B         |
| ---------------- | --------------- |
| Alemania         | Bulgaria        |
| Grecia           | Italia          |
| RF de Yugoslavia | Polonia         |
| Letonia          | República Checa |
| Países Bajos     | Rumanía         |
| Ucrania          | Rusia           |

| Equipo           | J | G | P | SG | SP | PTS |
| ---------------- | - | - | - | -- | -- | --- |
| Países Bajos     | 5 | 5 | 0 | 15 | 0  | 10  |
| RF de Yugoslavia | 5 | 4 | 1 | 12 | 4  | 9   |
| Grecia           | 5 | 3 | 2 | 10 | 7  | 8   |
| Alemania         | 5 | 2 | 3 | 7  | 10 | 7   |
| Ucrania          | 5 | 1 | 4 | 3  | 12 | 6   |
| Letonia          | 5 | 0 | 5 | 1  | 15 | 5   |

| Fecha | Partido                         | Partido | Partido                         | Resultado |
| ----- | ------------------------------- | ------- | ------------------------------- | --------- |
| 08.09 | [[Selección de voleibol de \|]] | -       | [[Selección de voleibol de \|]] |           |
| 08.09 | [[Selección de voleibol de \|]] | -       | [[Selección de voleibol de \|]] |           |
| 08.09 | [[Selección de voleibol de \|]] | -       | [[Selección de voleibol de \|]] |           |
| 09.09 | [[Selección de voleibol de \|]] | -       | [[Selección de voleibol de \|]] |           |
| 09.09 | [[Selección de voleibol de \|]] | -       | [[Selección de voleibol de \|]] |           |
| 09.09 | [[Selección de voleibol de \|]] | -       | [[Selección de voleibol de \|]] |           |
| 10.09 | [[Selección de voleibol de \|]] | -       | [[Selección de voleibol de \|]] |           |
| 10.09 | [[Selección de voleibol de \|]] | -       | [[Selección de voleibol de \|]] |           |
| 10.09 | [[Selección de voleibol de \|]] | -       | [[Selección de voleibol de \|]] |           |
| 12.09 | [[Selección de voleibol de \|]] | -       | [[Selección de voleibol de \|]] |           |
| 12.09 | [[Selección de voleibol de \|]] | -       | [[Selección de voleibol de \|]] |           |
| 12.09 | [[Selección de voleibol de \|]] | -       | [[Selección de voleibol de \|]] |           |
| 13.09 | [[Selección de voleibol de \|]] | -       | [[Selección de voleibol de \|]] |           |
| 13.09 | [[Selección de voleibol de \|]] | -       | [[Selección de voleibol de \|]] |           |
| 13.09 | [[Selección de voleibol de \|]] | -       | [[Selección de voleibol de \|]] |           |

| Equipo          | J | G | P | SG | SP | PTS |
| --------------- | - | - | - | -- | -- | --- |
| Italia          | 5 | 4 | 1 | 13 | 3  | 9   |
| Bulgaria        | 5 | 4 | 1 | 12 | 5  | 9   |
| Rusia           | 5 | 3 | 2 | 12 | 8  | 8   |
| Polonia         | 5 | 2 | 3 | 7  | 9  | 7   |
| República Checa | 5 | 2 | 3 | 7  | 11 | 7   |
| Rumanía         | 5 | 0 | 5 | 0  | 15 | 5   |

| Fecha | Partido         | Partido | Partido         | Resultado |
| ----- | --------------- | ------- | --------------- | --------- |
| 08.09 | República Checa | -       | Rusia           | 3-2       |
| 08.09 | Italia          | -       | Rumanía         | 3-0       |
| 08.09 | Bulgaria        | -       | Polonia         | 3-0       |
| 09.09 | República Checa | -       | Rumanía         | 3-0       |
| 09.09 | Italia          | -       | Bulgaria        | 3-0       |
| 09.09 | Rusia           | -       | Polonia         | 3-1       |
| 10.09 | Bulgaria        | -       | República Checa | 3-1       |
| 10.09 | Italia          | -       | Polonia         | 3-0       |
| 10.09 | Rusia           | -       | Rumanía         | 3-0       |
| 12.09 | Italia          | -       | República Checa | 3-0       |
| 12.09 | Polonia         | -       | Rumanía         | 3-0       |
| 12.09 | Bulgaria        | -       | Rusia           | 3-1       |
| 13.09 | Polonia         | -       | República Checa | 3-0       |
| 13.09 | Rusia           | -       | Italia          | 3-1       |
| 13.09 | Bulgaria        | -       | Rumanía         | 3-0       |

## Grupos
| Grupo A          | Grupo B         |
| ---------------- | --------------- |
| Alemania         | Bulgaria        |
| Grecia           | Italia          |
| RF de Yugoslavia | Polonia         |
| Letonia          | República Checa |
| Países Bajos     | Rumanía         |
| Ucrania          | Rusia           |

### Grupo A -El Pireo
| Equipo           | J | G | P | SG | SP | PTS |
| ---------------- | - | - | - | -- | -- | --- |
| Países Bajos     | 5 | 5 | 0 | 15 | 0  | 10  |
| RF de Yugoslavia | 5 | 4 | 1 | 12 | 4  | 9   |
| Grecia           | 5 | 3 | 2 | 10 | 7  | 8   |
| Alemania         | 5 | 2 | 3 | 7  | 10 | 7   |
| Ucrania          | 5 | 1 | 4 | 3  | 12 | 6   |
| Letonia          | 5 | 0 | 5 | 1  | 15 | 5   |

- Resultados

| Fecha | Partido                         | Partido | Partido                         | Resultado |
| ----- | ------------------------------- | ------- | ------------------------------- | --------- |
| 08.09 | [[Selección de voleibol de \|]] | -       | [[Selección de voleibol de \|]] |           |
| 08.09 | [[Selección de voleibol de \|]] | -       | [[Selección de voleibol de \|]] |           |
| 08.09 | [[Selección de voleibol de \|]] | -       | [[Selección de voleibol de \|]] |           |
| 09.09 | [[Selección de voleibol de \|]] | -       | [[Selección de voleibol de \|]] |           |
| 09.09 | [[Selección de voleibol de \|]] | -       | [[Selección de voleibol de \|]] |           |
| 09.09 | [[Selección de voleibol de \|]] | -       | [[Selección de voleibol de \|]] |           |
| 10.09 | [[Selección de voleibol de \|]] | -       | [[Selección de voleibol de \|]] |           |
| 10.09 | [[Selección de voleibol de \|]] | -       | [[Selección de voleibol de \|]] |           |
| 10.09 | [[Selección de voleibol de \|]] | -       | [[Selección de voleibol de \|]] |           |
| 12.09 | [[Selección de voleibol de \|]] | -       | [[Selección de voleibol de \|]] |           |
| 12.09 | [[Selección de voleibol de \|]] | -       | [[Selección de voleibol de \|]] |           |
| 12.09 | [[Selección de voleibol de \|]] | -       | [[Selección de voleibol de \|]] |           |
| 13.09 | [[Selección de voleibol de \|]] | -       | [[Selección de voleibol de \|]] |           |
| 13.09 | [[Selección de voleibol de \|]] | -       | [[Selección de voleibol de \|]] |           |
| 13.09 | [[Selección de voleibol de \|]] | -       | [[Selección de voleibol de \|]] |           |

### Grupo B -Patras
| Equipo          | J | G | P | SG | SP | PTS |
| --------------- | - | - | - | -- | -- | --- |
| Italia          | 5 | 4 | 1 | 13 | 3  | 9   |
| Bulgaria        | 5 | 4 | 1 | 12 | 5  | 9   |
| Rusia           | 5 | 3 | 2 | 12 | 8  | 8   |
| Polonia         | 5 | 2 | 3 | 7  | 9  | 7   |
| República Checa | 5 | 2 | 3 | 7  | 11 | 7   |
| Rumanía         | 5 | 0 | 5 | 0  | 15 | 5   |

- Resultados

| Fecha | Partido         | Partido | Partido         | Resultado |
| ----- | --------------- | ------- | --------------- | --------- |
| 08.09 | República Checa | -       | Rusia           | 3-2       |
| 08.09 | Italia          | -       | Rumanía         | 3-0       |
| 08.09 | Bulgaria        | -       | Polonia         | 3-0       |
| 09.09 | República Checa | -       | Rumanía         | 3-0       |
| 09.09 | Italia          | -       | Bulgaria        | 3-0       |
| 09.09 | Rusia           | -       | Polonia         | 3-1       |
| 10.09 | Bulgaria        | -       | República Checa | 3-1       |
| 10.09 | Italia          | -       | Polonia         | 3-0       |
| 10.09 | Rusia           | -       | Rumanía         | 3-0       |
| 12.09 | Italia          | -       | República Checa | 3-0       |
| 12.09 | Polonia         | -       | Rumanía         | 3-0       |
| 12.09 | Bulgaria        | -       | Rusia           | 3-1       |
| 13.09 | Polonia         | -       | República Checa | 3-0       |
| 13.09 | Rusia           | -       | Italia          | 3-1       |
| 13.09 | Bulgaria        | -       | Rumanía         | 3-0       |